# Montserrat Garcia i Rodilana
Montserrat Garcia Rodilana (Cerdanyola del Vallès, Vallès Oriental, 28 d'abril de 1971) és una jugadora d'hoquei sobre patins catalana, ja retirada.
Formada al Club Hoquei Badia, va guanyar una Lliga catalana. Posteriorment, va marxar a jugar a la Lliga alemanya al SC Calenberg Eldagsen, aconseguint tres títols de forma consecutiva entre 1993 i 1995, i a l'IG Reimscheld. Internacional amb la selecció espanyola d'hoquei sobre patins en trenta-una ocasions, va formar part de la primera selecció estatal de la història. Hi va aconseguir una medalla d'or al Campionat del Món de 1995 i al d'Europa de 1995, i una medalla de bronze al Campionat d'Europa de 1991

## Palmarès
Clubs
- 1 Lliga catalana d'hoquei patins femenina: 1990-91
- 3 Lliga alemanya d'hoquei patins femenina: 1992-93, 1993-94, 1994-95

Selecció espanyola
- 1 medalla d'or al Campionat del Món d'hoquei patins femení: 1994
- 1 medalla d'or al Campionat d'Europa d'hoquei patins femení: 1995
- 1 de medalla de bronze al Campionat d'Europa d'hoquei patins femení: 1991